# Universidad Católica Cecilio Acosta

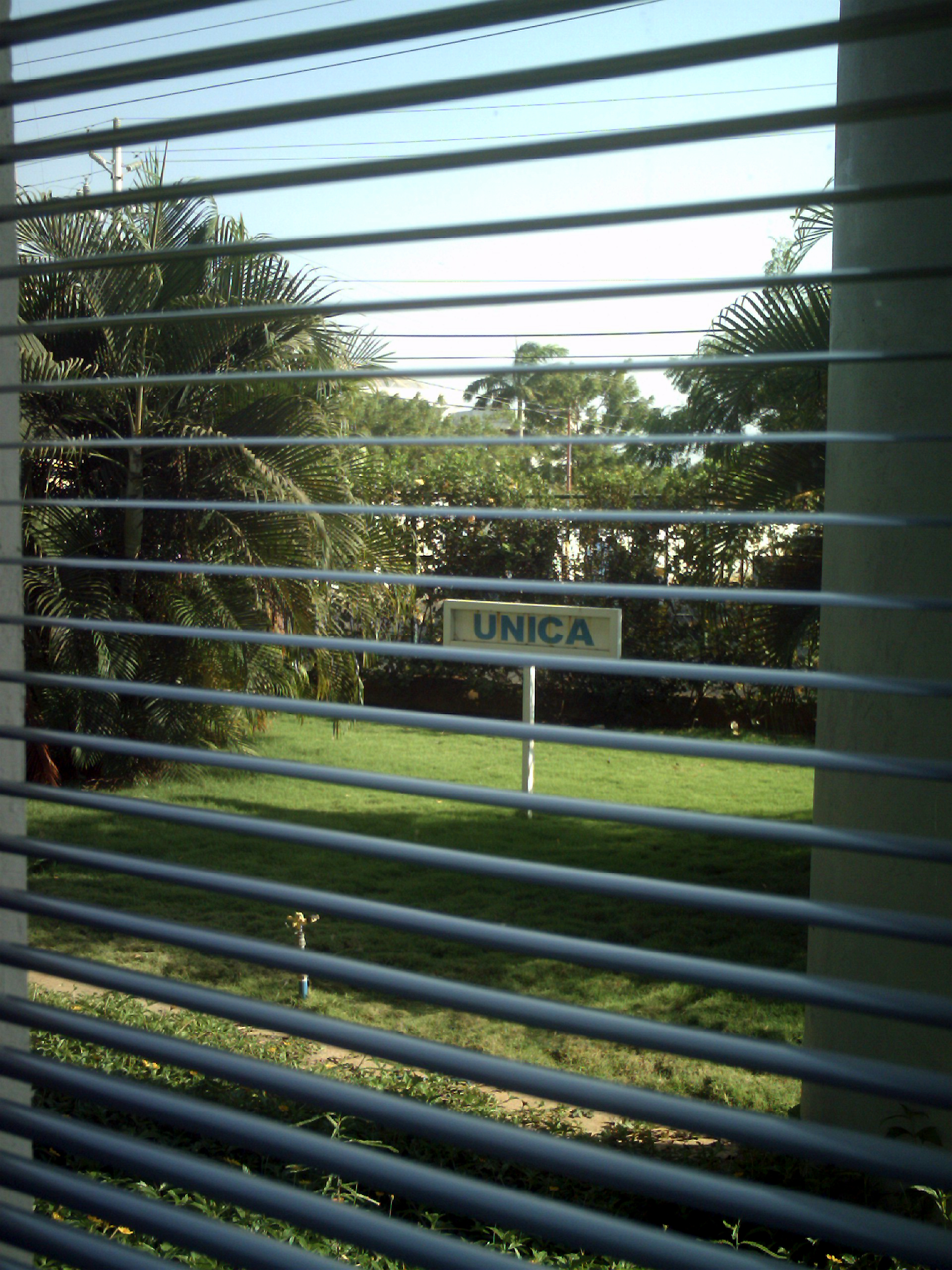
Áreas verdes de la UNICA.

La Universidad Católica Cecilio Acosta es una universidad privada de la Iglesia católica, fundada en el año 1983 bajo la visión de Monseñor Gustavo Ocando Yamarte en la ciudad de Maracaibo, Venezuela en honor al escritor venezolano Cecilio Acosta. Entre sus fundamentos se le adjudica la propiedad a la Arquidiócesis de Maracaibo y se define como: católica, privada, sin fines de lucro, democrática, experimental, autónoma, innovadora y dinámica. Además de poseer personalidad jurídica propia, campus universitario, plataforma tecnológica, bienes y patrimonios, logrando así, llevar a cabo un proceso educativo al servicio de la comunidad nacional.
Su primer Canciller fue Monseñor Domingo Roa Perez Arzobispo de Maracaibo y el Dr. Wintila Perez Romero como Rector Fundacional. 
Dentro de sus objetivos se encuentran: 
- 1) Formar a sus estudiantes en el marco de un enfoque holístico de excelencia académica y humanística.
- 2) Prestar servicios a la comunidad a través de los programas de extensión y cooperación.
- 3) Contribuir en la reconstrucción del país mediante una educación ética y solidaria.

La UNICA, tiene una población estudiantil de 5.000 alumnos aproximadamente, el 60% de estos estudiantes, reciben sus clases a Distancia y se encuentran distribuidos en toda la geografía nacional.
La UNICA, tiene una población estudiantil de 3.000 alumnos aproximadamente, más del 60% de estos estudiantes, reciben sus clases a través del sistema multimodal, de reciente aplicación  quienes se encuentran distribuidos en toda la geografía nacional.
Dentro de los eventos culturales más importantes, resalta la prestiogiosa "Feria del Libro UNICA" organizada anualmente por esta casa de estudios desde hace varios años y cuya aceptación es de carácter internacional con la participación de más de 30 editoriales en cada convocatoria.
Actualmente se encuentra en un proceso de actualización currícular a cargo del Vicerrectorado donde todas las carreras que se ofertan serán objeto de refrescamiento en cuanto a contenido y rediseño de sus asignaturas.
También es importante destacar que para el día 26 de junio del 2014 se presentó a toda la comunidad académica las nuevas Autoridades Rectorales para el período 2014-2018, sigue como Rector el Dr. Ángel Lombardi, la MSc. María Mercedes Rodríguez como Vicerrectora Académica, y se une al equipo la MSc. Ginette Gutiérrez como Secretaria, esta última se desempeñó como Decana de la Facultad de Ciencias de la Comunicación Social. 
Una vez finalizado el período rectoral del Dr Angel Lombardi, el canciller de la UNICA Monseñor Jose Luis Azuaje designa al Pbro. Dr. Eduardo Ortigoza, quien actualmente se encuentra acompañado del Dr. Gerardo Salas como Vicerrector y la Msc. Ginette Gutierrez como Secretaria. 
Las autoridades decanales queda compuesta de la siguiente manera: 
Facultad de Ciencias de la Comunicación Social: Msc Nerio Abreu.
Facultad de Ciencias de la Educación: MSc. Grecia Garcia 
Facultad de Filosofía y Teología: Dra. Oneida Chirino 
Facultad de Artes y Música: MSc. Nelitza Moronta.
Las carreras que allí se imparten son:
| Facultad de Filosofía y Teología - Filosofía - Teología Facultad de Artes y Música - Música. - Música. Mención Musicología - Artes Plásticas - Artes. Mención Museología - Artes. Mención Diseño Gráfico Facultad de Ciencias de la Educación - Educación. Mención Lengua y Literatura - Educación. Mención Ciencias Sociales - Educación. Mención Integral Facultad de Ciencias de la Comunicación Social - Comunicación Social. Mención Desarrollo Social - TSU en Artes Audiovisuales |